# Fimbristylis ratnagirica
Fimbristylis ratnagirica är en halvgräsart som beskrevs av V.P.Prasad och N.P.Singh. Fimbristylis ratnagirica ingår i släktet Fimbristylis och familjen halvgräs. Inga underarter finns listade i Catalogue of Life.